# 虎皮花
虎皮花（学名：Tigridia pavonia）为鸢尾科虎皮花属下的一个种。
该品种原产于墨西哥和中美洲南部，并在南美其他地区本地化。这是在花卉爱好者中非常受欢迎一种观赏植物。花朵有各种颜色。它们在清晨开放，已经下午5点左右凋谢。每天都有一朵不同的花开放。该植物在播种后的第一年开花。